# Puncak

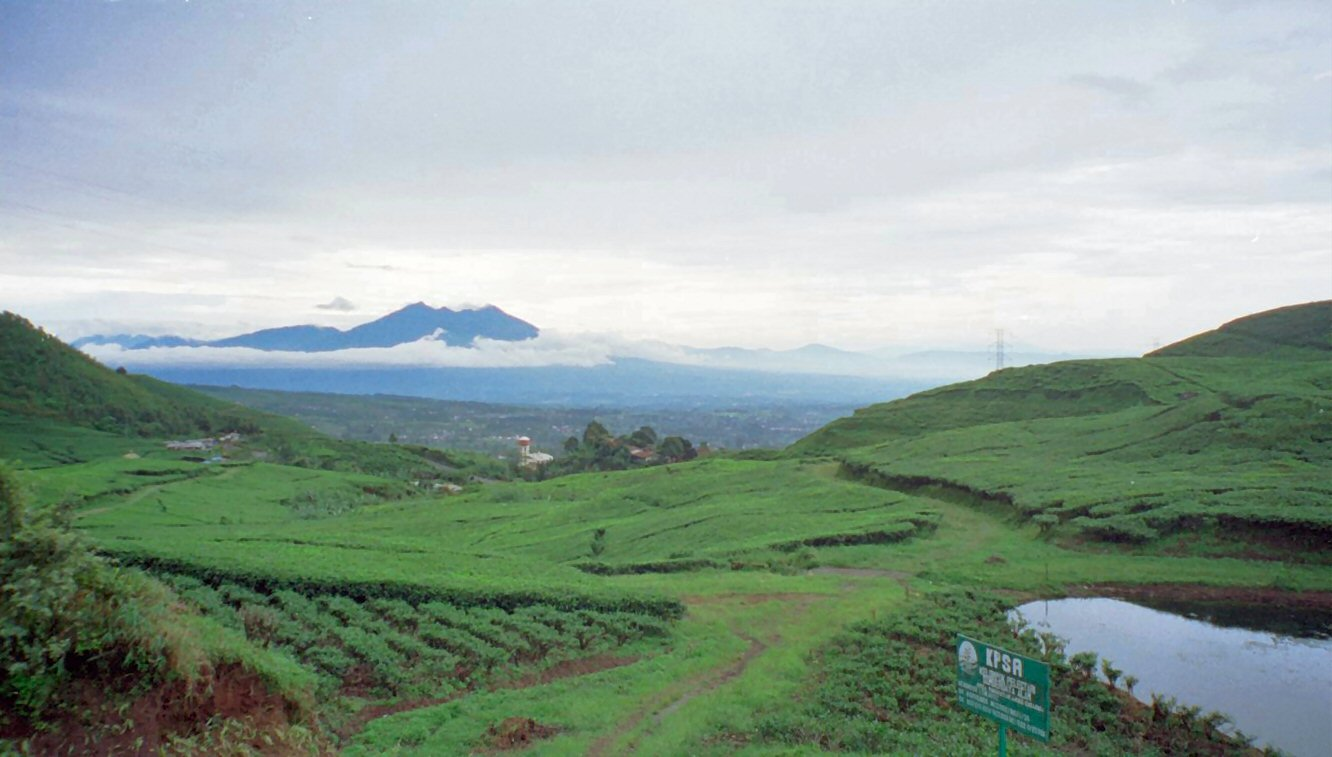
Puncakpas

Puncak (oude schrijfwijze Poentjak) is de naam van een pas op het Indonesische eiland Java, die men passeert als men van Bogor naar Bandung reist. Letterlijk vertaald betekent puncak top. Het hoogste punt van de pas bevindt zich op ongeveer 1500 m hoogte.
Aangezien dit een hoog gelegen en daardoor relatief koel gebied is, was het al voor de Tweede Wereldoorlog populair om hier vanuit het snikhete Batavia/Jakarta een "frisse neus" te gaan halen. Aan die koloniale periode is het te danken dat er Zwitserse houten chalets staan. De route is omgeven door hotels en vakantieoorden. Voor de Indonesiërs uit het laagland is het daarnaast ook bijzonder dat er dennenbomen groeien en de plaatselijke bevolking wintersportjacks en mutsen draagt.
Het gebied (met name de Preanger nabij Bandoeng) kent grote koffie- en theeplantages.
Vanaf de pas kan een korte wandeling gemaakt worden naar de Telaga Warna, een vulkanisch meertje. Een andere toeristische trekpleister, even ten zuiden van de pas, is de Botanische tuin in Cibodas

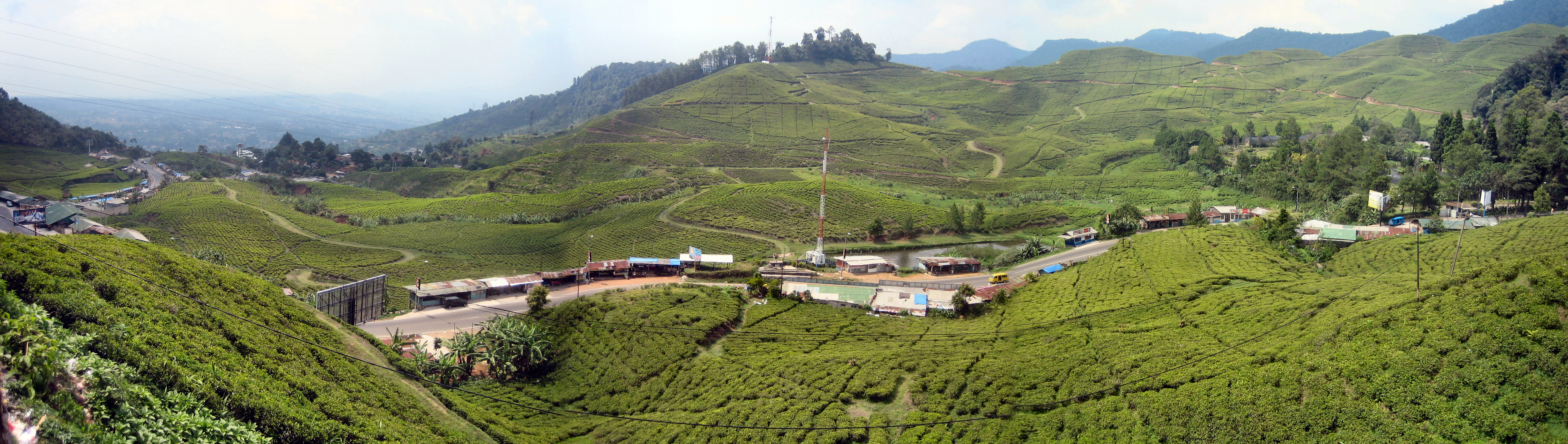
Uitkijkende over de Puncakpas naar het noorden richting Bogor over de theeplantages

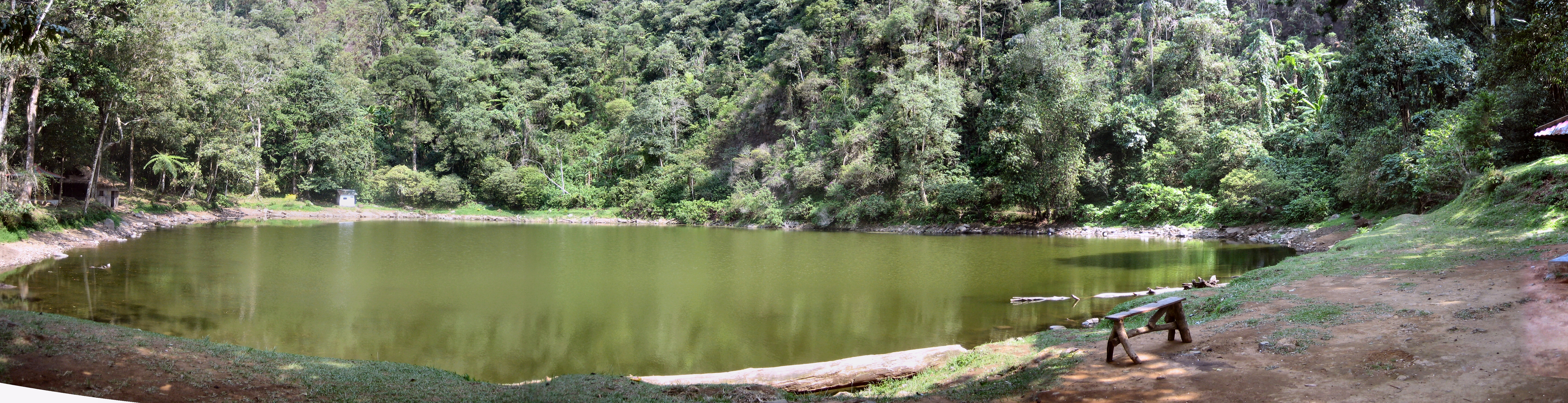
Telaga Warnameer

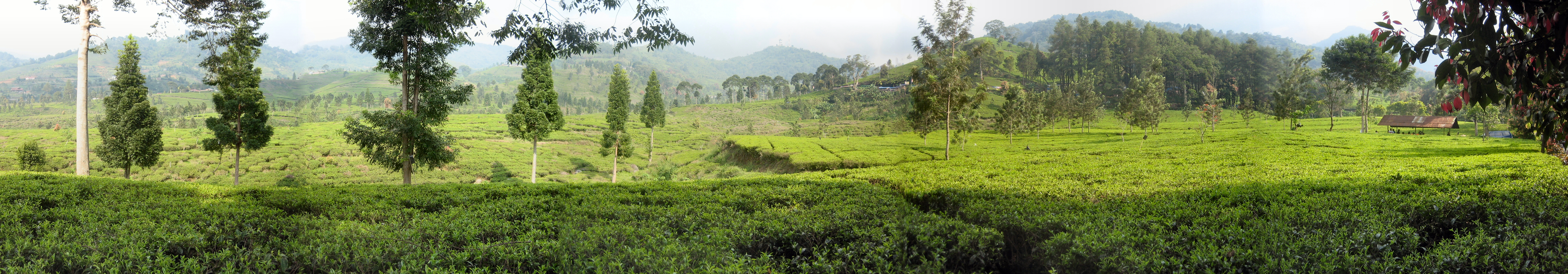
Theeplantages op Puncak